# Coroziune
A nu se confunda cu coraziune!
Coroziunea este un proces natural care transformă un metal curat într-un oxid mult mai stabil din punct de vedere chimic. Mai precis, coroziunea este deteriorarea graduală a materialelor, de obicei a unui metal, printr-o reacție chimică sau electrochimică cu mediul înconjurător. Ingineria coroziunilor este știința care se ocupă cu controlarea și prevenirea coroziunii.

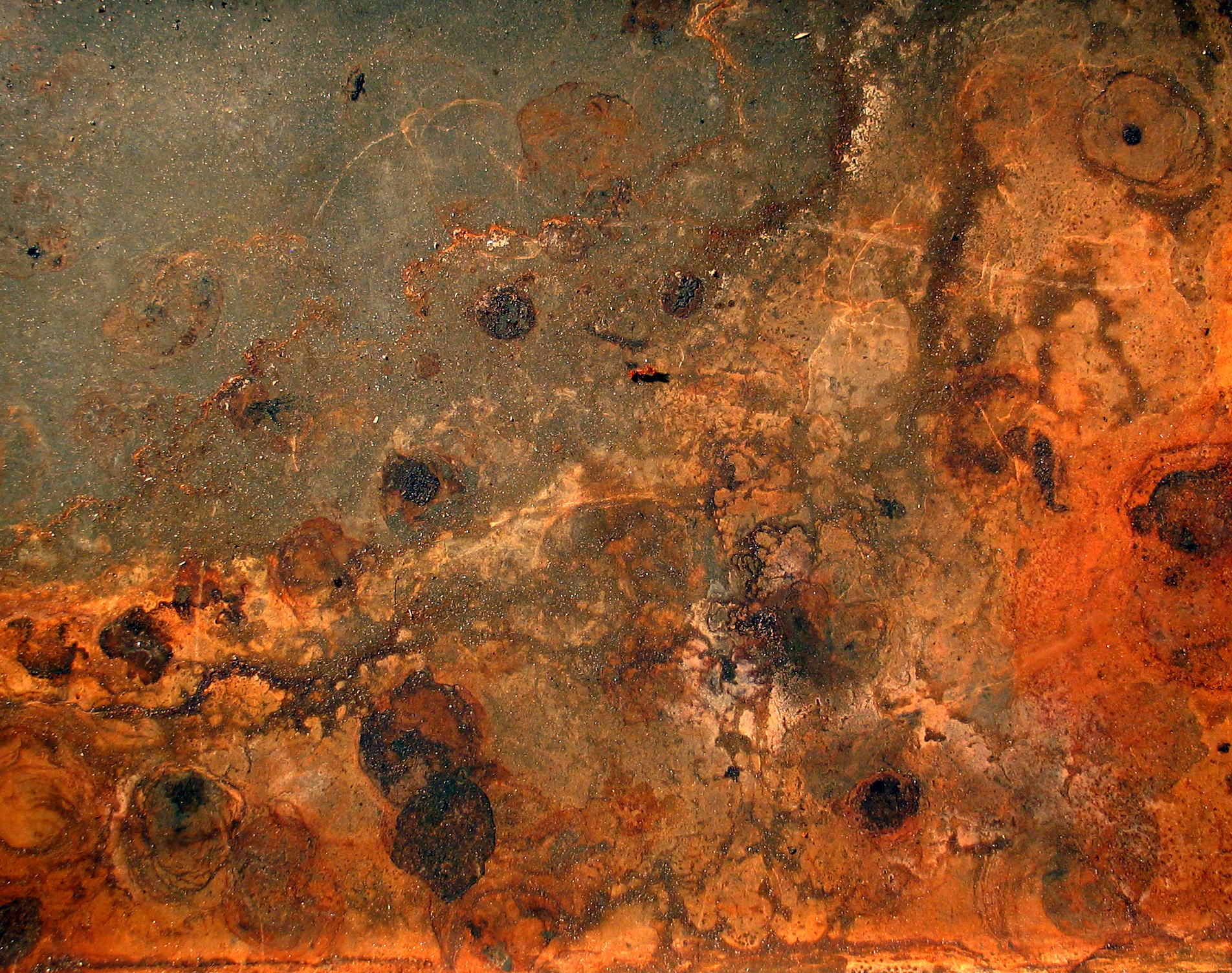
Rugina, cel mai comun exemplu de coroziune.

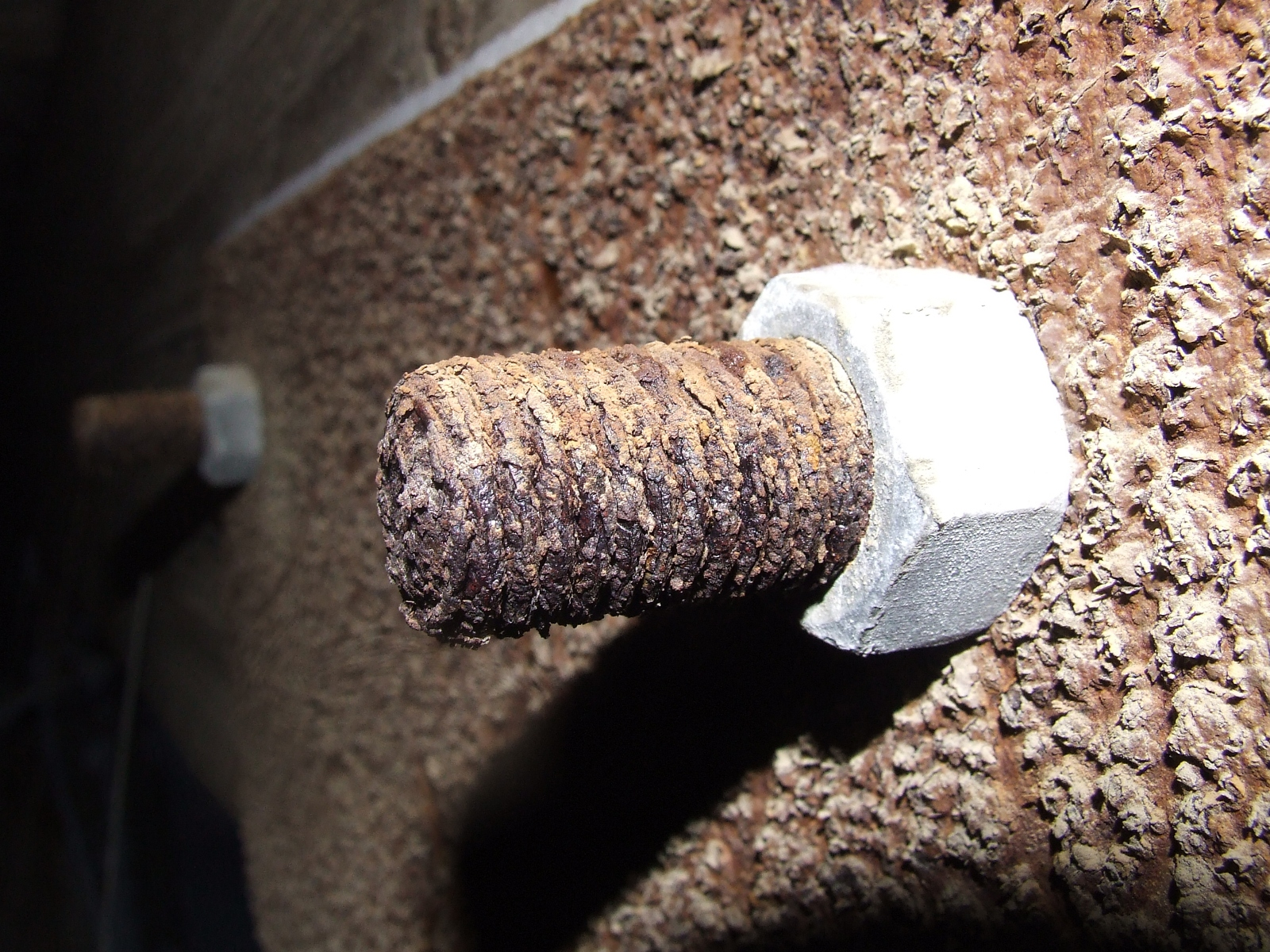
Coroziune pe un metal expus

## Reacțiile procesului de coroziune
Coroziunea naturală este, cel mai frecvent, un proces nedorit prin care multe metale cu potențiale de oxidare pozitive sau slab negative sunt transformate în compuși chimici ai lor. Binecunoscută și deosebit de păgubitoare pentru economie este ruginirea fierului. Pentru ca fierul să ruginească este necesară prezența simultană a aerului și a apei. În aerul uscat fierul nu ruginește, nici în apa deoxigenată. Prezența acizilor și a anumitor săruri (de ex. a celor din apa de mare, NaCl, MgCl2, etc.) favorizează coroziunea. Alte săruri (de ex. Na2CO3) dimpotrivă: inhibă coroziunea. Reacțiile care au loc la ruginirea fierului sunt următoarele:
Fe -----> Fe˛ + 2é        (a)
H2O + 2é ---->  2HO + H2   (b)
Dacă concentrația ionilor de hidrogen este mare și deci reacțiile (a) și (b) sunt rapide, atomii de hidrogen care se formează se unesc dând molecule de hidrogen; pe suprafața fierului apar broboane de hidrogen gazos (2H ---> H2). În mod normal atomii de hidrogen reacționează însă cu moleculele de oxigen, dizolvate în apă, dând apă:
2H + 1/2O2(soluție) ---> H2O (c)
Ionii Fe˛ formați în reacția (a) reacționează cu apă conținând oxigen (din aer, dizolvat) și dau rugina (identică cu mineralul lepidocrocita;), în care fierul este în starea de oxidare +3:
2Fe˛ + 1/2 O2 + 7H2O ---> 2Fe(O)OH + 4 H2O   (d)
În reacția (d) se formează deci ioni de hidrogen, care se consumă în reacția (b). Apa naturală conține întotdeauna puțin bioxid de carbon dizolvat, care, la aceste concentrații joase, formează cu apa acid carbonic CO2+H2O ---> H2CO3. În mare parte ionizat H2CO3 + H2O ---> H2O + HCO3. Aceste concentrații joase de ioni de hidrogen sunt suficiente pentru a iniția ruginirea.
Reacțiile (a) și (b) nu au loc neapărat în același  punct al bucății de fier care ruginește. Electronii ce iau naștere în reacția (a) pot curge prin fier și da naștere la atomi H în alt loc. Procesul acesta este mult favorizat dacă în acest al doilea punct se află (în contact metalic cu fierul) un alt metal , o impuritate, cu potențial de oxidare mai puțin pozitiv decât fierul (de ex. cupru). Chiar in fierul industrial obișnuit, unele puncte ale suprafeței („puncte anodice”) sunt mai reactive, dau naștere mai ușor unor ioni Fe˛, conform reacției (a). În alte puncte („puncte catodice”) are loc reacția (b). Diferența între potențialele punctelor anodice și catodice se datoreaza unor mici variații locale în compoziția sau chiar numai în forma cristalină a metalului. Evident că, simultan cu circulația electronilor prin metal, trebuie să aibă loc și un transport de ioni în circuitul exterior (de ex. prin pământul umed, la obiecte de fier îngropate). De aceea electroliții accelerează mult coroziunea.
Procesele de coroziune sunt strâns legate de procese electrochimice. Acest lucru explică faptul, că procesul de coroziune decurge în mod accelerat la apariția bateriilor locale. Sub baterie locală înțelegem scurtcircuitul dintre soluțiile metalelor de încărcare diferită de electroni și a anumitor ioni sub prezența apei. Aceste metale pot fi de exempu fierul și cuprul. La punctele de contact fierul corodează deosebit de repede. Pe parcursul reacției de cementare cunoscute cuprul se depune pe fier, componând astfel o baterie locală Cu2+ + Fe ———> Cu + Fe2+.
Pe suprafața bogată în electroni a cuprului se descarcă ioni de hidrogen alcătuind astfel hidrogen 2 H+ + 2 e- ———> H2.  
Supraîncărcarea pozitivă astfel compusă pe fier este predată cu ceea mai mare ușurință ca și ion Fe2+ ; deci are loc o coroziune fără deranjament a fierului. Dat fiind faptul că apa din împrejur este parțial nelegat prezentă, ea conține și ioni de hidrogen liber H2O >><< H+ + OH-.
Ionii de hidrogen reacționează precum descris mai sus cu suprafața metalului. Cuprul funcționează și în acest caz ca și catalizator. Ionii OH- proveniți din apa nelegată, compunând fier(II)hidroxid contribuie puternic la descompunerea fierului Fe2+ + 2 OH- ———> Fe(OH)2.
Scurt sumar: dacă apa nu este chimic tratată, componentele de cupru a unui sistem acvifer accelerează coroziunea componentelor de fier si atunci fierul este toxic.

## Protecție anticorozivă în sisteme acvifere
- Componente fieroase (oțel „negru”, fontă, oțel inoxidabil). Materiale fieroase fără aliaj sau cu un aliaj redus corodează la prezența apei și a oxigenului compunând oxid de fier (rugină, nămol de rugină). Prin urmare, un obiectiv important al protecției anticorozive este de a împiedica pătrunderea oxigenului în sistem și/sau legarea chimică a oxigenului aflat în sistem. În plus, valoarea pH trebuie setată într-un domeniu ușor alcalin. Mai departe, este foarte avantajoasă utilizarea în sistem a unei ape cu conținut redus de săruri.
- Componente de cupru (cupru, aramă, bronz, alamă). Componentele de cupru au o bună rezistență față de ape ușor alcaline și sărace în oxigen.

## Biocoroziune
Se crede că, în general, coroziunea este un proces care poate avea loc numai în cazul când metalul are contact cu apă și oxigen. O parte semnificativă a coroziunilor are loc la lipsa totală a oxigenului. Pe suprafața țevilor astfel corodate se pot observa puncte negre - fier(II)sulfid. Dacă se îndepărtează fier(II)sulfid-ul,se poate vedea o adâncitură anodică a cărei suprafață este fier gol.
Pentru biocoroziune pe suprafețe de fier acoperite cu apă și/sau depuneri biologice sunt responsabile în primul rând  bacteriile ce reduc [[sulfat]ul. Astfel de medii conțin ioni de sulfat dar nu și oxigen.
Pentru biocoroziune mai poate fi responsabilă și o altă grupă de microorganisme care trăiesc tot la fel în medii fără oxigen. Acestea își acoperă necesitatea de energie prin oxidația hidrogenului cu dioxidul de carbon. Rezultatul acestei reacții este metan și apă. Aceste bacterii ce produc metan trăiesc în cantitate semnificativă în medii fără oxigen, cum sunt de exemplu: sub depuneri de nămol tehnic pe fundul cisternelor, sub depuneri în tuburi și conducte cu scurgere lentă etc.

## Tensocoroziunea
Tensocoroziunea sau coroziunea tenso-fisurantă apare prin acțiunea simultană a unui mediu chimic și a unui regim de solicitări statice cu cel puțin un efort de tracțiune și produce fisurarea materialului supus simultan celor două tipuri de solicitări.
Pentru prevenirea tensocoroziunii trebuie considerate variabilele sistemului: material-mediu-efort.